# Liste der Stolpersteine in Heidenrod
Die Liste der Stolpersteine in Heidenrod enthält die Stolpersteine, die im Rahmen des gleichnamigen Kunst-Projekts von Gunter Demnig in Heidenrod verlegt wurden. Mit ihnen soll an die Opfer des Nationalsozialismus erinnert werden, die in Heidenrod lebten und wirkten.
Die letzte Verlegung fand am 2. April 2025 statt.

## Liste der Stolpersteine
| Name                   | Adresse               | Bild | Inschrift | Verlegedatum | Biografie und Anmerkungen |
| ---------------------- | --------------------- | --- | --- | ------------ | ------------------------- |
| Synagoge Laufenselden  | Kastellstraße 10      | Bild gesucht Der Benutzer GeorgDerReisende ( Diskussion ) wünscht sich an dieser Stelle ein Bild vom Ort mit diesen Koordinaten 50.213526 7.994937 . Motiv: Kastellstraße 10: der Kopfstein für die Synagoge Laufenselden, die Lage und das Haus Falls du dabei helfen möchtest, erklärt die Anleitung , wie das geht. BW               | Hier stand die Synagoge erbaut ab 1860 eingeweiht 30.8.1861 - 10. November 1938 – 12:00 Uhr - zerstört von SS-Brandstiftung die Ruine wurde verkauft | 2. Apr. 2025 |                           |
| Dr. Goldschmidt Alfred | Dammstraße 17         | Bild gesucht Der Benutzer GeorgDerReisende ( Diskussion ) wünscht sich an dieser Stelle ein Bild vom Ort mit diesen Koordinaten 50.2097 7.994463 . Motiv: Dammstraße 17: die Stolpersteine für das Ehepaar Goldschmidt, die Lage und das Haus Falls du dabei helfen möchtest, erklärt die Anleitung , wie das geht. BW                  | Hier wohnte Dr. Alfred Goldschmidt … | 2. Apr. 2025 |                           |
| Maria Goldschmidt      | Dammstraße 17         | Bild gesucht Die Wikipedia wünscht sich an dieser Stelle ein Bild vom hier behandelten Ort. Falls du dabei helfen möchtest, erklärt die Anleitung , wie das geht. BW | Hier wohnte Maria Goldschmidt … | 2. Apr. 2025 |                           |
| Julius Ehrenfeld       | Rudolf-Dietz-Straße 8 | Bild gesucht Der Benutzer GeorgDerReisende ( Diskussion ) wünscht sich an dieser Stelle ein Bild vom Ort mit diesen Koordinaten 50.212327 7.995172 . Motiv: Rudolf-Dietz-Straße 8: die Stolpersteine für das Ehepaar Julius Ehrenfeld, die Lage und das Haus Falls du dabei helfen möchtest, erklärt die Anleitung , wie das geht. BW   | Hier wohnte Julius Ehrenfeld … | 2. Apr. 2025 |                           |
| Karoline Ehrenfeld     | Rudolf-Dietz-Straße 8 | Bild gesucht Die Wikipedia wünscht sich an dieser Stelle ein Bild vom hier behandelten Ort. Falls du dabei helfen möchtest, erklärt die Anleitung , wie das geht. BW | Hier wohnte Karoline Ehrenfeld … | 2. Apr. 2025 |                           |
| Siegmund Ehrenfeld     | Rudolf-Dietz-Straße 9 | Bild gesucht Der Benutzer GeorgDerReisende ( Diskussion ) wünscht sich an dieser Stelle ein Bild vom Ort mit diesen Koordinaten 50.212444 7.995716 . Motiv: Rudolf-Dietz-Straße 9: die Stolpersteine für das Ehepaar Siegmund Ehrenfeld, die Lage und das Haus Falls du dabei helfen möchtest, erklärt die Anleitung , wie das geht. BW | Hier wohnte Siegmund Ehrenfeld … | 2. Apr. 2025 |                           |
| Johanna Ehrenfeld      | Rudolf-Dietz-Straße 9 | Bild gesucht Die Wikipedia wünscht sich an dieser Stelle ein Bild vom hier behandelten Ort. Falls du dabei helfen möchtest, erklärt die Anleitung , wie das geht. BW | Hier wohnte Johanna Ehrenfeld … | 2. Apr. 2025 |                           |